# Pescada-dentão
O pescada-dentão, Pescadinha, Pescadinha-amarela ou Pescada-gó (Cynoscion microlepidotus) é uma espécie sul-americana de peixe pescada comum em estuários e mangues. Tais animais medem cerca de 1 metro de comprimento, com o dorso cinza-azulado e nadadeiras amareladas, sendo a anal e a caudal com intensa pigmentação escura. Também são conhecidos pelos nomes de curvinhanha, dente-de-cão, pescadinha-amarela, pescada-cutinga, pescada-de-dente, Gó ou Pescadinha-Gó